# Karel Neffe
Karel Neffe   (Praga, 6 de juliol de 1948 - Praga, 13 de febrer de 2020) fou un remer txec, que va competir sota bandera txecoslovaca durant les dècades de 1970 i 1980. Era el pare del també remer Karel Neffe.
El 1972 va prendre part en els Jocs Olímpics d'Estiu de Múnic, on guanyà la medalla de bronze en la prova del quatre amb timoner del programa de rem. Formà equip amb Otakar Mareček, Vladimír János, František Provazník i Vladimír Petříček. Quatre anys més tard, als Jocs de Mont-real, fou quart en la prova del quatre amb timoner. Aquesta mateixa posició aconseguí als Jocs de Moscou de 1980, però en la prova del vuit amb timoner.
En el seu palmarès també destaquen tres medalles al Campionat del Món de rem, dues de plata, el 1978 i 1982, i una de bronze, el 1977. Al Campionat d'Europa de rem guanyà una medalla de bronze el 1973.